# Dance Dance Revolution
Dance Dance Revolution, ou DDR (também chamado de Dancing Stage na Europa), é uma franquia de videogames musicais produzida pela Konami e lançado inicialmente para arcades em setembro de 1998 no Japão, após ser exibida na Tokyo Game Show no início do ano. Desde então, o jogo alcançou um grande sucesso ao redor do mundo, incluindo a América do Norte, a Europa e alguns países latino-americanos. Até 2005, foram produzidas mais de 90 versões oficiais, incluindo versões para consoles domésticos. Esta série faz parte da divisão Bemani da empresa, que cuida de jogos musicais.
O jogo inclui uma base ou um tapete de dança com quatro setas: Para cima, para baixo, esquerda e direita. Deve-se pressionar as setas com os pés conforme indicações correspondentes sincronizadas com o ritmo da música aparecem e atingem um ponto predefinido na tela, levando o jogador a "dançar" no ritmo para pontuar. Por fim, mostra-se uma pontuação baseada no quanto o jogador conseguiu acompanhar as setas da tela com movimentos correspondentes dos pés.

## Jogabilidade
A jogabilidade de todos os jogos da série é semelhante: Um conjunto de setas desliza pela tela, de baixo pra cima, passando por um conjunto de quatro setas transparentes na parte superior da tela. Quando uma das setas deslizantes passa por uma seta transparente correspondente, o jogador deve pressionar, com o pé, a seta correspondente na base ou tapete de dança.
Conforme a precisão do jogador em pressionar a seta em conformidade com o ritmo, o passo recebe avaliações graduais que vão de "marvelous" (precisão perfeita), passando por "perfect", "great", "good", "ok", "bad" ou "miss" (quando a seta não é pressionada). A nomenclatura das avaliações varia conforme a versão do jogo.
No topo da tela há uma "barra de vida". A barra se enche conforme o jogador consiga acompanhar as setas e se esvazia conforme não consiga. Caso essa barra se esvazie por completo, o jogo acaba. Caso contrário, o jogador recebe uma nota por sua performance e pode continuar com outra música (geralmente há um limite de músicas, de três a cinco).

## Músicas

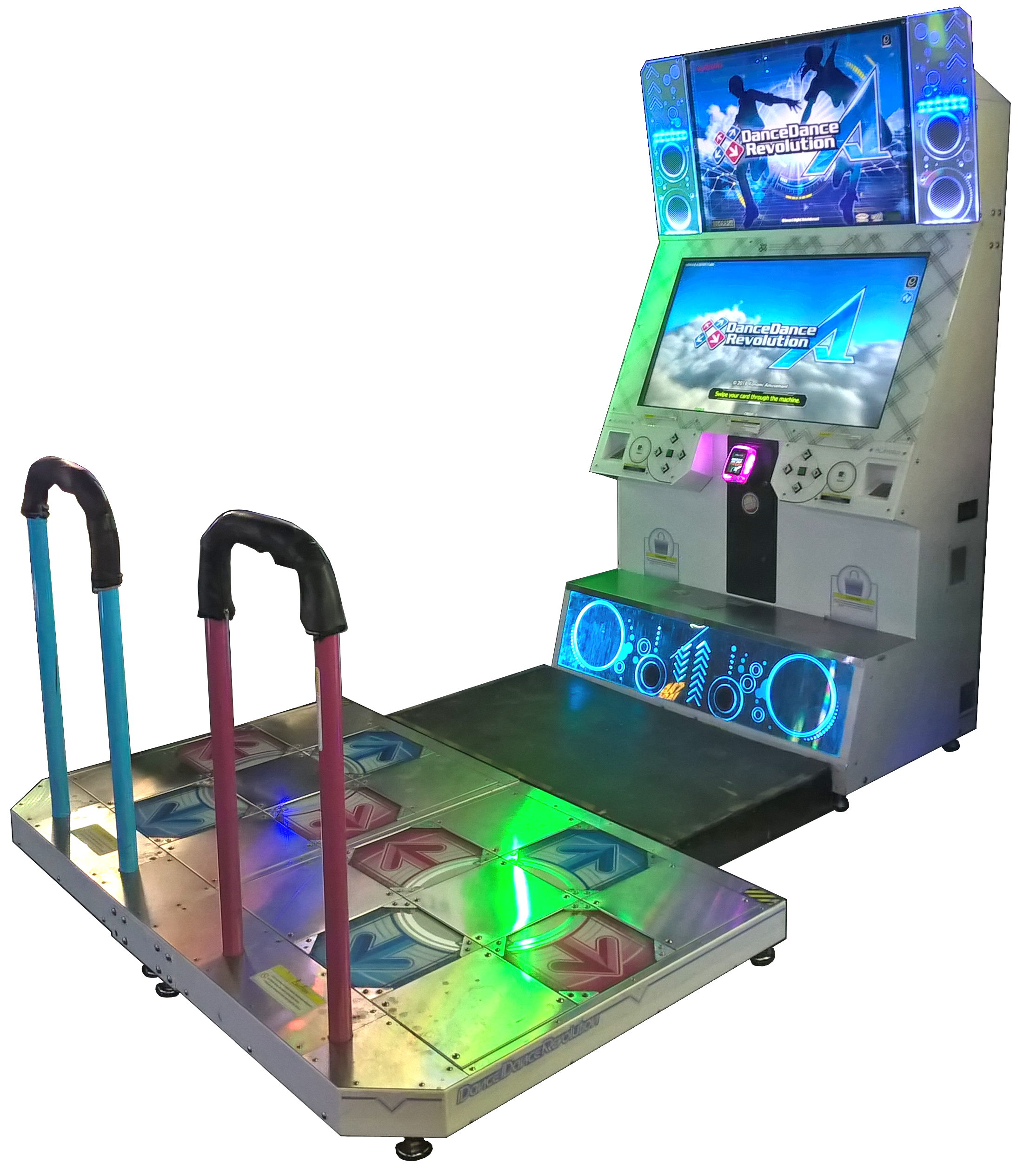
Dance Dance Revolution A (2016) no Canadá

As músicas que acompanham o jogo têm entre 1:20 e 1:55 de duração e podem ser escolhidas pelo usuário: Cada uma tem vários esquemas de passos correspondente, e uma indicação de quanto cada esquema é difícil de se acompanhar. Essa dificuldade é expressa por uma escala de "pés", sendo que mais pés indicam uma dificulade maior, até a versão 5th Mix. A partir da versão 6th Mix a dificuldade passou a ser expressa também através do "Groove Radar", que indica os picos de dificuldade de cada elemento da música, em conjunto com a escala em "pés"
As músicas vêm de diversas fontes: Canções pop japonesas licenciadas para o jogo, canções internacionais licenciadas através de covers, canções licenciadas da coleção Dancemania da EMI (especialmente dance music européia), músicas feitas especialmente para o jogo por artistas da Bemani, como Naoki Maeda, e outros artistas dos estúdios internos da Konami. Em geral, as músicas se caracterizam por uma forte batida para marcar o ritmo, podendo ser lentas, rápidas ou mesmo mudar de velocidade no meio da execução. A canção mais lenta da série é be in my paradise, com uma velocidade constante de 63 BPM, e no outro extremo há as canções MAX (incluindo MAX 300, MAxX Unlimited e the legend of MAX), que podem chegar a 655 BPM.
O jogo é dividido em 3 ou 4 "modos" com dificuldade crescente, sendo que sua nomenclatura específica pode mudar de versão para versão. Cada música tem um esquema de passos para cada modo, ou seja, a mesma música pode ser dançada de maneira simples ou mais complicada.

## Outros jogos relacionados

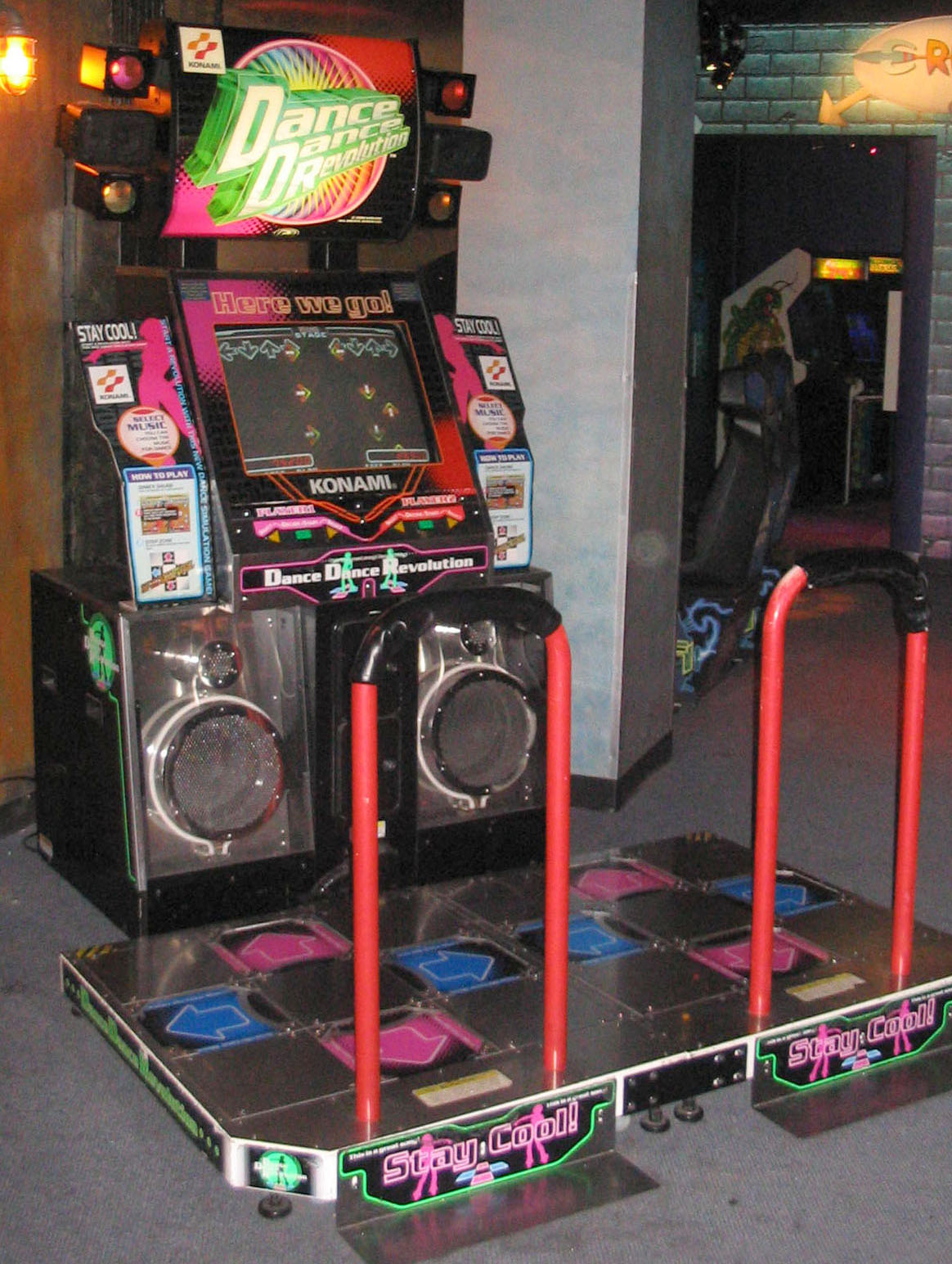
A versão original do Dance Dance Revolution (1999) no Estados Unidos

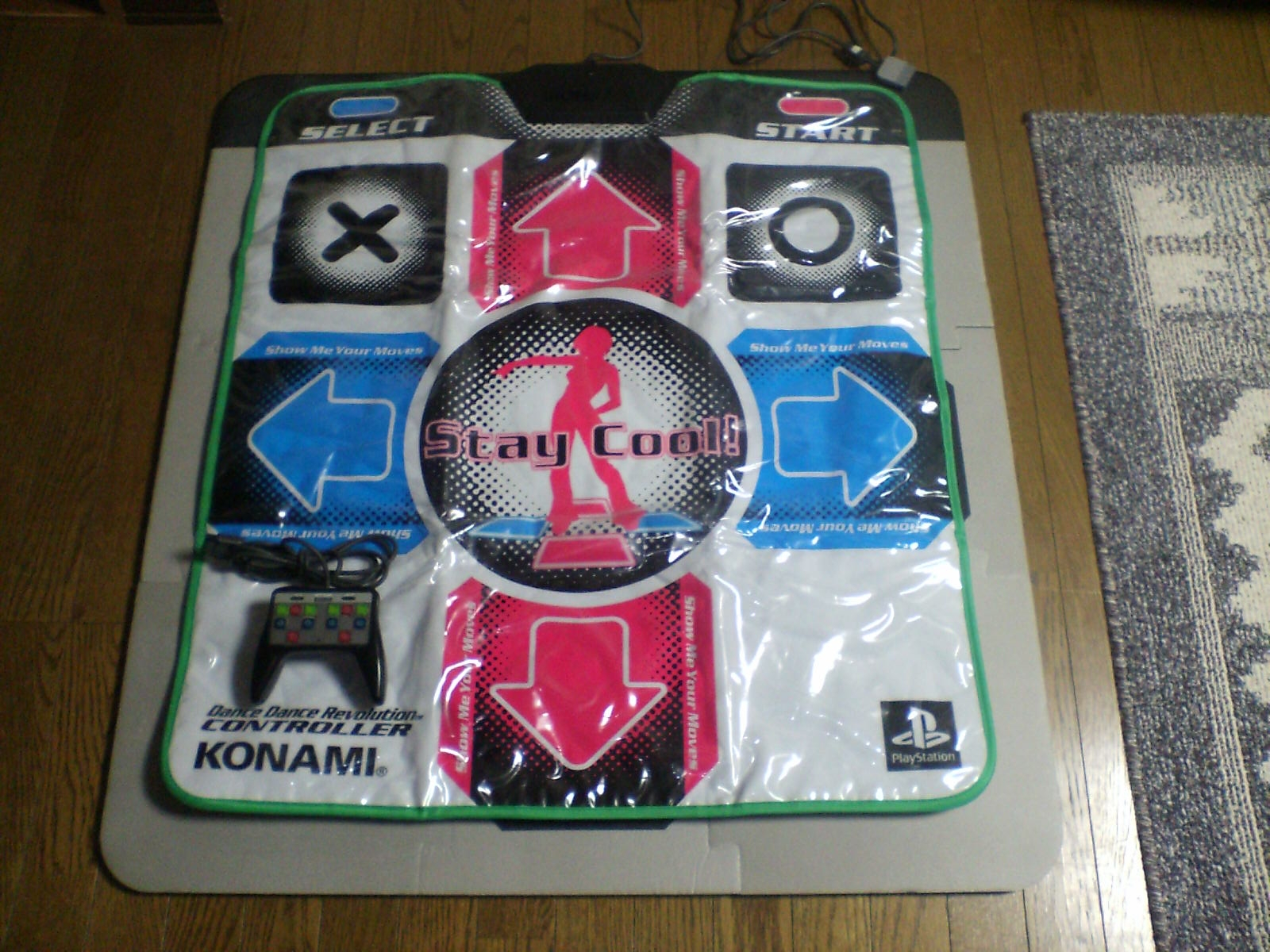
Tapete de dança para o jogo Dance Dance Revolution

- Pump It Up -  produzida pela empresa coreana Andamiro, com jogabilidade similar à série Dance Dance Revolution, que teve distribuição bastante ampla em vários países da América Latina. Seu funcionamento conta com cinco teclas distribuídas de maneira diferente: Quatro nas diagonais e uma no meio. A série é conhecida por ter um grande repertório de músicas pop coreanas, músicas originais produzidas por estúdios internos da Andamiro e, em algumas versões, várias músicas latinas
- EZ2Dancer - possui botões em diagonais e sensores de movimento que captam os movimentos dos braços. Produzida pela empresa chinesa Wlamine
- In The Groove - produzida pela empresa Roxor Games, tornou-se bastante popular nos Estados Unidos durante o período em que a Konami deixou de produzir novas versões da Dance Dance Revolution, possuindo layout semelhante de botões. Teve duas versões lançadas: In The Groove e In the Groove 2 - esta versão produzida em conjunto com a Andamiro. Uma terceira versão chegou a ser produzida mas não pode ser lançada devido a um processo de plágio movido pela Konami contra a Roxor Games, vencido pela produtora japonesa
- SSamba - produzida na China sob encomenda da empresa brasileira PlayLand. Posuse um layout semelhante à Pump It Up
Também surgiram alguns jogos que permitem a simulação de máquinas de dança no computador: O mais conhecido é o Stepmania, que permite uma personalização de praticamente qualquer aspecto do jogo e conta com vários sites com músicas e tutoriais. Também há jogos do gênero em flash (Flash Flash Revolution) e para sistemas operacionais mais antigos que permitem apenas textos (Text Text Revolution). O controle pode ser feito pelo teclado (com os dedos) ou através de um tapete de dança com conexão USB.
Além da versão arcade, Dance Dance Revolution foi adaptado para um série de consoles domésticos:
PlayStation
- Dance Dance Revolution (1998)
- Dance Dance Revolution 2nd ReMix (1998) (apenas no Japão)
- Dance Dance Revolution 3rd Mix (1998)  (apenas no Japão)
- Dance Dance Revolution 4th Mix (1999)  (apenas no Japão)
- Dance Dance Revolution ExtraMix (1999)  (apenas no Japão)
- Dance Dance Revolution 5th Mix (2000)  (apenas no Japão)
- Dance Dance Revolution: Disney Mix (2001)
- Dance Dance Revolution Konamix (2002)

Dreamcast
- DDR 2ndMix Dreamcast Edition (todas as cancões do 1stMix e 2ndMix, mas sem "Strictly Business")
- DDR Club Version Dreamcast Edition (todas as cancões do Club Version 1 e 2, mas sem "Chotto kiitena")

Game Boy Color
Nintendo 64
- Dance Dance Revolution Disney Dancing Museum

PlayStation 2
- DDRMAX: Dance Dance Revolution (2002)
- DDRMAX2: Dance Dance Revolution (2003)
- Dance Dance Revolution EXTREME (2004)
- Dance Dance Revolution EXTREME 2 (2005)
- Dance Dance Revolution SuperNOVA (2006)
- Dance Dance Revolution SuperNOVA 2 (2007)
- Dance Dance Revolution Disney Channel Edition (2008)
- Dance Dance Revolution X
- Dance Dance Revolution X2 (2009)

Xbox
- Dance Dance Revolution ULTRAMIX (2003)
- Dance Dance Revolution ULTRAMIX 2 (2004)
- Dance Dance Revolution ULTRAMIX 3 (2005)
- Dance Dance Revolution ULTRAMIX 4 (2006)

GameCube
- Dance Dance Revolution: Mario Mix

Wii
- Dance Dance Revolution: Hottest Party (2007)

PlayStation 3
- Dance Dance Revolution (2010)

Xbox 360
- Dance Dance Revolution Universe (2007)
- Dance Dance Revolution Universe 2 (2007)
- Dance Dance Revolution Universe 3 (2008)
- Dance Dance Revolution (2010)

Computador
- Dance Dance Revolution V Online (2020).[3][4][5]

Também há uma versão de Dance Dance Revolution com os personagens da série Mario Bros

## Comunidade

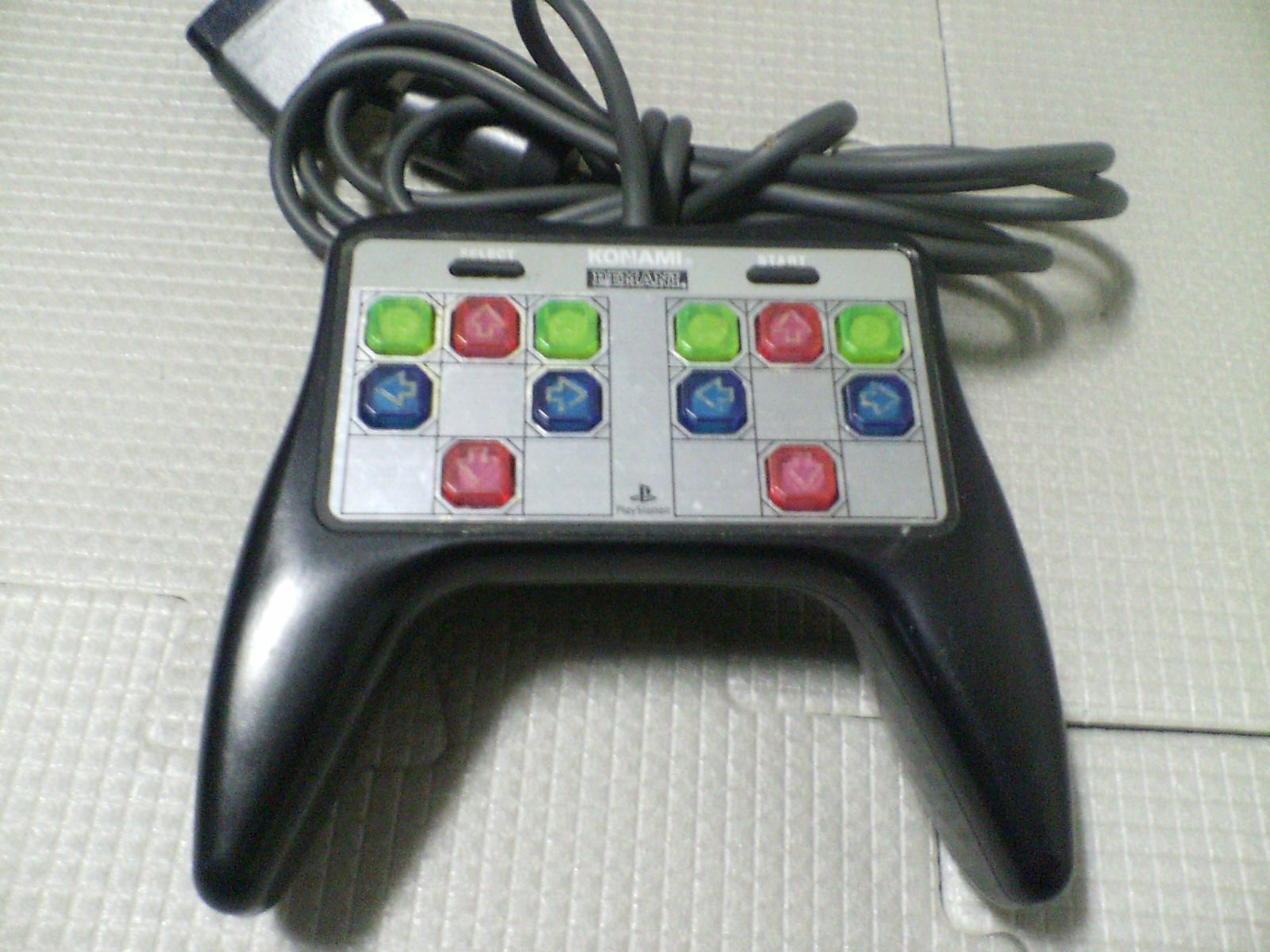
Joystick especial para jogos de dança

O advento desses jogos de dança levou ao surgimento de uma grande comunidade de fãs e jogadores, com características inéditas em jogos de arcade. A possibilidade de se jogar em dupla levou ao surgimento de grupos e times que organizam eventos e competições. A visita ao arcade passou a ser, cada vez mais, um encontro social ao invés de uma diversão solitária. Jogadores experientes chegam a ter fãs e seguidores impressionados com sua habilidade.
Há relatos de pessoas que conseguiram perder peso com a prática regular de Dance Dance Revolution: O jogo funciona como uma atividade aeróbica, proporcionando grande gasto de energia. Algumas escolas e universidades dos americanas incluíram sessões de DDR em seu currículo, e na Noruega o jogo é oficialmente considerado um Desporto.
Atualmente, o jogo tem perdido interesse no Ocidente, assim como outros jogos similares, diante de uma nova onda de jogos de dança com sensores de movimento promovida por jogos como Just Dance e Dance Central. Entretanto, no Japão a Konami continua produzindo novas versões arcade em menor escala, sem lançamentos internacionais
Um webcomic, chamado 10k Commotion, tem como tema principal o Dance Dance Revolution.